# Vakuum isolerede fordamper
En vakuum isoleret fordamper (VIE) er en form for trykbeholder, der tillader oplagring af kryogene væsker inklusiv oxygen, nitrogen og argon i industrielle processer og til medicinske anvendelser.
Formålet med vakuumisolering er at hindre varmeoverførsel mellem den indre skal, som holder væsken, og omgivende atmosfære. Uden effektiv isolering, vil væsken hurtigt varm og gennemgår en faseovergang til gas, øge betydeligt i volumen og potentielt forårsage en katastrofal fejl til beholderen pga. en stigning i trykket. For at undgå en sådan begivenhed, er VIEer installeret med en sikkerhedsventil.
Der kræves ingen køleenhed til VIE'er fordi væsken forbliver kold grundet effektiviteten af vakuumbeholderen og tabet af latent varme som ilt fordamper efterhånden som produktet forbruges. Men hvis intet oxygen anvendes, vil temperaturen i beholderen stige gradvist, indtil gastryk forårsager at sikkerhedsventilen åbner sig. Fordampningen af dette flydende gas reducerer igen temperatur og tryk. For at forblive en væske, skal indholdet i beholderen holdes på eller under dets kritiske temperatur. Den kritiske temperatur for oxygen er -118 ° C; over denne temperatur, vil større tryk ikke resultere i en væske, men snarere en superkritisk væske.

## Obligatoriske sikkerhedsfunktioner
For at undgå eksplosioner eller andre farlige begivenheder, skal VIE holdes i et åbent område uden luftledninger (for at forhindre gnister fra tænding omgivende materialer, som vil forbrænde lettere ved tilstedeværelse af flydende ilt) og omgivet af et hegn af ikke-brændbart materiale. Parkering af køretøjer, åben ild, rygning og andre potentielt farlige aktiviteter er normalt forbudt overalt nær VIE.
 Der er for få eller ingen kildehenvisninger i denne artikel, hvilket er et problem. Du kan hjælpe ved at angive troværdige kilder til de påstande, som fremføres i artiklen.